# John Callahan
John Callahan (Portland, 5 februari 1951 - 24 juli 2010) was een Amerikaans cartoonist en muzikant.

## Biografie
Callahan werd als baby geadopteerd. Toen hij acht jaar was werd hij seksueel misbruikt door een van zijn leraressen. Om zijn trauma te verwerken, begon hij op veertienjarige leeftijd met het overmatig consumeren van alcohol. Na een auto-ongeluk op 22 juli 1972 (een vriend reed de auto na een feestje met hoge snelheid tegen een lantarenpaal) had hij een tetraplegie en hij kon met moeite de pen vasthouden om zijn cartoons te tekenen. Hierdoor is de tekenstijl van zijn latere karikaturen erg grof. Toen hij 27 jaar was, gaf Callahan het drinken op.
In 1981 begon Cahallan weer met het tekenen van cartoons, iets dat hij in zijn jeugdjaren ook veel had gedaan. In 1983 studeerde hij af aan de Portland State University. In 1987 begon hij met het schrijven van een autobiografie getiteld Don’t Worry, He Won’t Get Far On Foot (Nederlandse vertaling: Man op Wielen), die in 1989 werd gepubliceerd. In 2000 werd er plannen gemaakt voor een biografische film over Callahan, waarin Robin Williams de titelrol zou spelen, maar deze film is nooit geproduceerd.
Zijn werk gaat dikwijls over taboe-onderwerpen zoals handicaps, waaronder Callahans eigen fysieke beperking, en bevat daarnaast zwarte humor. Callahans cartoons doen enigszins denken aan die van Charles Addams en Gahan Wilson. Twee tekenfilmreeksen zijn gebaseerd op cartoons van Callahan; Pelswick dat werd uitgezonden op Nickelodeon, en Quads, een Canadees-Australische coproductie.
Callahan was ook songwriter. Zijn eerste cd kwam uit in 2006. Het album werd geproduceerd door bluesmuzikant Terry Robb. Ook Tom Waits vervulde een kleine gastrol tijdens de opnamen.
Hij overleed op 59-jarige leeftijd aan complicaties die het gevolg waren van een chirurgische ingreep.

## Trivia
- In 2005 maakte documentairemaakster Simone de Vries een film over Callahan, 'Raak me waar ik voelen kan'.[5]
- Callahan werkte samen met Gus van Sant voor de filmbewerking van Don't Worry, He Won't Get Far on Foot. De biopic met in de hoofdrol Joaquin Phoenix kwam uit in 2018.

## Werken (selectie)
- Freaks of Nature
- What Kind of God Would Allow a Thing Like This to Happen?
- The King of Things and the Cranberry Clown (een kinderboek)
- The Night, They Say, Was Made for Love
- Do What He Says, He's Crazy
- Digesting the Child Within
- Do Not Disturb Any Further
- Don't Worry, He Won't Get Far on Foot
- Get Down!!
- Will the Real John Callahan Please Stand Up? Lurid Revelations, Shocking Rejections, Irate Letters, With an Introduction by Robin Williams